# Procapreolus
Il procapriolo (gen. Procapreolus) è un mammifero artiodattilo estinto, appartenente ai cervidi. Visse tra il Miocene superiore e il Pleistocene inferiore (circa 9 - 1,5 milioni di anni fa) e i suoi resti fossili sono stati ritrovati in Europa e in Asia.

## Descrizione
Questo animale doveva assomigliare molto a un odierno capriolo, sia come aspetto che come dimensioni; alcune specie, tuttavia, erano molto più grandi (ad esempio Procapreolus moldavicus). Si distingueva dal genere attuale Capreolus per la presenza di grandi canini superiori a forma di sciabola e per altre caratteristiche morfologiche del cranio e dello scheletro. I palchi a tre punte di Procapreolus erano molto simili a quelli dei caprioli, ma la seconda biforcazione era tre volte più lunga della rosa rispetto alla prima; il palco era coperto da grandi solchi longitudinali, privi tuttavia dei tipici rilievi dei caprioli. Le zampe erano allungate ma non quanto quelle di Capreolus, e le dita laterali anteriori erano ancora dotate di falangi normalmente sviluppate. Alcune specie, soprattutto le più antiche, erano ancora dotate di molari con la tipica "Palaeomeryx fold", caratteristica di molti ruminanti arcaici.

## Classificazione
Il genere Procapreolus venne istituito da Schlosser nel 1924 per includere alcune specie di cervidi del Miocene - Pliocene dell'Eurasia. La specie tipo è Procapreolus latifrons, del Mio/Pliocene della Mongolia e della Cina. A questo genere sono state attribuite numerose altre specie del Neogene dell'Eurasia, tra cui P. loczyi del Miocene superiore dell'Austria e dell'Ungheria, P. ucrainicus e P. florovi del Miocene superiore dell'Ucraina, P. wenzensis del Pliocene inferiore di Polonia, Germania e Russia, P. moldavicus del Pliocene inferiore della Moldavia, P. cusanus del Pliocene superiore di Francia e Italia, P. stenos del Pleistocene inferiore della Cina.
Procapreolus è considerato un membro ancestrale dei Capreolini, un gruppo di cervidi attualmente rappresentati dai caprioli, con palchi di foggia arcaica.